# Tierrollenspiel

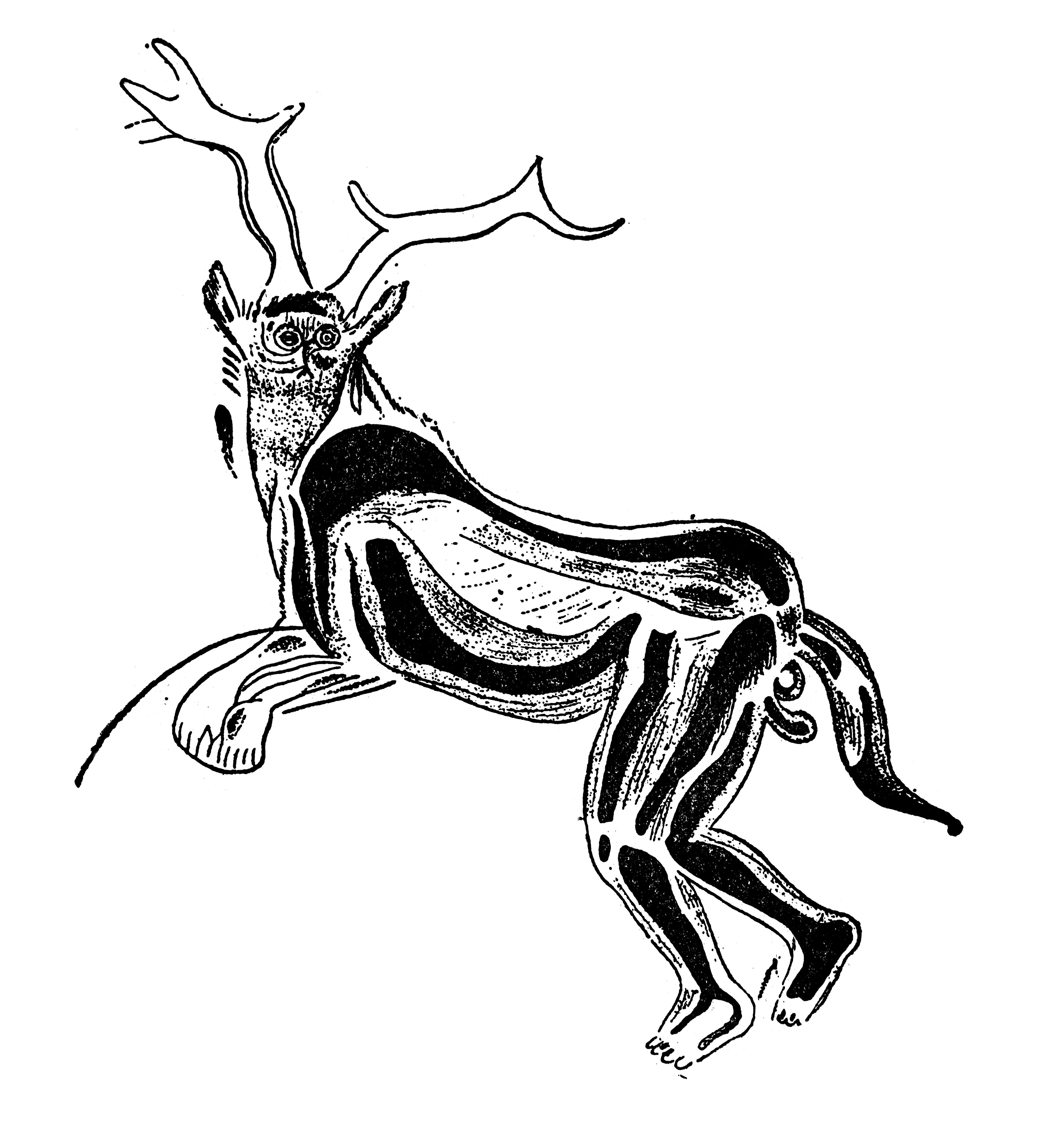
Abbildung des Tanzenden Schamanen in der französischen Drei-Brüder-Höhle (Trois-Freres)

Tierrollenspiele gibt es in verschiedenen Kulturen als Darstellung von Tieren durch menschliche Rollenspieler innerhalb ritueller Handlungen, beispielsweise in Tänzen der nordamerikanischen Indianerstämme. Sie spielten oder spielen in der Religion und den Mythen verschiedener Stammesgruppen und wahrscheinlich auch in der Ur- und Frühgeschichte eine Rolle.
Der letzte dieser indianischen Tiertänze (massaum) wurde bei den Cheyenne in Montana 1911 von Julia Tuell fotografiert. Aus der Ur- und Frühgeschichte gibt es Darstellungen, die darauf hindeuten, dass körperliche oder spirituelle Tierrollen rituell von Personen übernommen wurden; wahrscheinlich diente dies der Verehrung, oder der Annahme der tierischen Fähigkeiten, oder auch der Beschwörung des Tieres als Jagdobjekt. Eine bekannte Höhlenmalerei aus diesem Themenbereich ist die Darstellung eines Schamanen als hirschähnliches Wesen in den Höhlen von Trois-Freres, bekannt als der Tanzende Schamane (englisch Dancing Sorcerer).
Im Umgang mit Kindern werden Tierrollen gelegentlich ebenfalls verwendet, um diese zu einer bestimmten, meist sportlichen Bewegung anzuregen und ihnen den Bewegungsablauf zu verdeutlichen; Beispiele hierfür sind „Häschen hüpf“, Froschhüpfen oder Elefantenlaufen.